# Bessatsu Shōnen Magazine
Bessatsu Shōnen Magazine (jap. 別冊少年マガジン Bessatsu Shōnen Magajin) – japoński miesięcznik z mangami shōnen, wydawany od września 2009 roku nakładem wydawnictwa Kōdansha. Powstał jako spin-off innego magazynu tego samego wydawnictwa – „Shūkan Shōnen Magazine”.

## Wybrane serie
- Aho Girl (Hiroyuki)[2]
- Atak Tytanów (Hajime Isayama)[3]
- Arslan senki (Yoshiki Tanaka i Hiromu Arakawa)[4]
- Flying Witch (Chihiro Ishizuka)[5]
- Kishuku gakkō no Juliet (Yosuke Kaneda)[6]
- Orient (Shinobu Ōtaka)[7]
- Przyjacielskie rozgrywki (Mikoto Yamaguchi i Yuki Sato)[8]
- Sankarea (Mitsuru Hattori)[9]
- Tsurezure Children (Toshiya Wakabayashi)[10]
- ×××Holic (Clamp)[11]